# Paradoxopsyllus paraphaeopis
Paradoxopsyllus paraphaeopis är en loppart som beskrevs av Lewis 1974. Paradoxopsyllus paraphaeopis ingår i släktet Paradoxopsyllus och familjen smågnagarloppor. Inga underarter finns listade i Catalogue of Life.